# Траурный капуцин
Траурный капуцин (лат. Cebus olivaceus) — вид приматов семейства цепкохвостых обезьян, обитающих в Южной Америке.

## Описание
Вес взрослого самца около 3 кг, самки примерно на 30 % мельче. На передней части головы треугольник чёрной или тёмно-серой шерсти. В остальном окрас от светло-коричневого до коричневого, с желтоватым или сером оттенком. Тёмная «шапочка» начинается между глазами и распространяется на макушку. Лицо безволосое, окружено светло-коричневой шерстью. Помимо размеров, самцов отличают более крупные клыки (на 40—70 % крупнее, чем у самок). Это может свидетельствовать о существовании соперничества между самцами за обладание самкой.

## Распространение
Встречаются в северной части Бразилии, Гайане, Французской Гвиане, Венесуэле, Суринаме и, возможно, на севере Колумбии. Представители вида населяют густые первичные леса, преодолевая в течение дня значительные расстояния по кронам деревьев.

## Поведение
Полигамны, образуют группы от 5 до 30 особей. Самок в группе больше, чем самцов. В группе строгая иерархия, во главе доминантные особи обоих полов. Социальное поведение внутри группы включает инфантицид (убийство детёнышей), груминг (взаимный поиск в шерсти), аллопарентальную заботу о детёнышах (воспитание самками чужих детёнышей). Всеядны, в рационе преимущественно фрукты, беспозвоночные, молодые ростки, иногда мелкие позвоночные. Во время сезона дождей натирают шерсть ядовитыми многоножками в качестве защиты от кровососущих насекомых. Являются объектом охоты многих хищников — от птиц до ягуаров.

## Классификация
Классификация внутри рода Cebus дискуссионна, однако практически во всех классификациях выделяются четыре вида: Cebus apella, Cebus albifrons, Cebus capucinus и Cebus kaapori. Траурный капуцин имеет 52 хромосомы, тогда как некоторые другие представители рода имеют 54 хромосомы. Филогенетический анализ показывает, что ближайший родственник траурного капуцина — C. apella.

## Статус популяции
Траурные капуцины предпочитают первичные леса, в густых кронах которых они могут эффективно передвигаться. Населяют дождевые леса повсеместно в северной части Южной Америки. Также часто селятся в более сухих лесах вдоль рек в Гайане и Суринаме. Международный союз охраны природы присвоил этому виду охранный статус «Вызывает наименьшие опасения». Возможные угрозы виду — охота и разрушение среды обитания.